# Elena Andreevna Fadeeva Hahn
Elena Andreevna Fadeeva Hahn (in russo Елена Андреевна Ган?, Elena Andreevna Gan; Ržyščiv, 12 gennaio 1814 – Odessa, 24 luglio 1843) è stata una scrittrice russa.

## Biografia
Nacque da Andrej Michajlovič Fadeev, consigliere privato e governatore di Saratov, e da Elena Pavlovna Doglorukaja, appartenente alla famiglia principesca Dolgorukij. Tra i suoi parenti figuravano inoltre la poetessa Evdokija Petrovna Rostopčina e Ekaterina Aleksandrovna Chvostova, un'amica di Michail Jur'evič Lermontov, che Fadeeva conobbe personalmente. Altri suoi parenti furono i poeti Ivan Michajlovič Dolgorukov e Fëdor Ivanovič Tjutčev.
Fadeeva fu istruita da sua madre, che era particolarmente colta per i canoni dell'epoca e che si era distinta negli studi scientifici sulla botanica, sull'archeologia e sulla numismatica, tanto da godere di grande stima da parte dei maggiori scienziati europei. Sia Fadeeva che suo fratello Rosistlav avrebbero ereditato da lei l'inclinazione alla letteratura.
Quando sua madre si ammalò gravemente nel 1827, le responsabilità familiari caddero su Fadeeva, che dovette rinunciare ad un'istruzione sistematica in favore di un apprendimento saltuario da autodidatta. Avida di lettura, fu in questo periodo che iniziò a cimentarsi nei suoi primi esperimenti letterari. A sedici anni sposò il capitano Pëtr Alekseevič Hahn von Rottenstern, due volte più anziano di lei, dalla cui unione nacquero le scrittrici Helena Blavatsky e Vera Petrovna Želichovskaja.
Quando la famiglia si trasferì a San Pietroburgo per via del lavoro di Hahn, Fadeeva trovò un ambiente ben più aperto rispetto al mondo provinciale da cui veniva, e conobbe il direttore della rivista Biblioteka dlja čtenija Osip Ivanovič Senkovskij che pubblicò la sua prima opera, una traduzione del romanzo Godolfin di Edward Bulwer-Lytton. Sempre per la stessa rivista pubblicò diversi racconti come Ideal (1937), Utballa (1838), Džellaledin (1838) e Medal'on (1839). Pubblicò il suo ultimo racconto Naprasnyj Dar nella rivista Otečestvennye zapiski prima di morire malata a Odessa nel 1843.
Le eroine delle opere di Fadeeva sono caratterizzate da qualità spirituali che non consentono loro di essere comprese dalla società circostante o dai loro mariti. Questo stato d'animo è specchio delle esperienze vissute dalla scrittrice nel corso dei suoi anni. Il suo desiderio di emancipazione è stato fortemente influenzato da George Sand. Fadeeva fu la prima ad affrontare queste tematiche progressiste nella letteratura russa.